# Fraccionamiento del Valle, Nuevo León
Fraccionamiento del Valle är en ort i Mexiko.   Den ligger i kommunen El Carmen och delstaten Nuevo León, i den centrala delen av landet, 700 km norr om huvudstaden Mexico City. Fraccionamiento del Valle ligger 502 meter över havet och antalet invånare är 253.
Terrängen runt Fraccionamiento del Valle är varierad. Runt Fraccionamiento del Valle är det mycket tätbefolkat, med 1 463 invånare per kvadratkilometer. Närmaste större samhälle är Ciudad General Escobedo, 15,6 km söder om Fraccionamiento del Valle. I omgivningarna runt Fraccionamiento del Valle växer huvudsakligen savannskog.